# Рождєствено
Рождєствено - музей-садиба в колишньому маєтку родини Набокових, представником якої був російський письменник-емігрант Набоков Володимир Володимирович (1899—1977). В садибі Рождєствено пройшли дитячі роки письменника.
Садиба розташована у селі Рождествено Гатчинського району Ленінградської області є філією Державного бюджетної установи культури Ленінградської області «Музейна агентство».

## Історія
Історія садиби вивчається, а її початковий період поки невідомий. Так, існують припущення, що садибний будинок палац в кінці 18 століття побудував невідомий архітектор. Ним міг бути — * Львов Микола Олександрович
- Старов Іван Єгорович
- Волков Федір Іванович

З 1797 р. за наказом імператора Павла садибу передали надворному раднику Єфремову М. Ю. В 19 ст. садиба тричі змінила власника, поки ним став володар золотих покладів Рукавишніков Іван Васильович. Панський будинок відремонтували, а садибні будівлі доповнили новими стайнями, птахівником, оранжереєю. Родзинкою садиби став тенісний корт. З 1901 р. володарем садиби став син Рукавишнікова — Василь, а з 1916 р. — племінник Василя — Набоков Володимир Володимирович.
Після більшовицького перевороту в жовтні 1917 р. родина Набокових стала часткою мільонної еміграції з країни.
Після 1918 р. в садибі розмістили гуртожиток ветеринарного технікуму. В роки війни 1941—1945 територія садиби була на тимчасово окупованих територіях, але панський будинок не був зруйнований. з 1973 р. колгосп селища Рождєствено отримав колишню панську садибу Рукавишнікових-Набокових для розміщення музею. З 1987 р. садиба отримала статус історико-літературного та меморіального музею В. В. Набокова.